# Horace Clifford Westermann
 Horace Clifford Westermann  (* 11. Dezember 1922 in Los Angeles, Kalifornien, USA; † 3. November 1981 in Danbury, Connecticut) war ein US-amerikanischer Bildhauer und Maler. Er gilt als ein wichtiger Vertreter der zeitgenössischen avantgardistischen Bildhauerei und Objektkunst.

## Leben und Werk
Horace Clifford Westermann studierte von 1947 bis 1950 am Art Institute of Chicago.
Seine frühen Arbeiten beschäftigten sich vorwiegend mit Kriegsthemen. Später schuf er Montagen aus miniaturisierten Häusern aus Sperrholz mit Fundstücken aus anderen Materialien, wie Glas, Metall und anderes. Durch die Fusion mit den modernen Verfahren der Montage und der traditionellen Bildhauerei-Techniken schuf Westermann verschiedenste Kunstwerke mit mehreren immer wiederkehrenden Themen: Krieg, soziale und politische Kritik und Kommentare, Technologie- und Science-Fiction, Humor, Reise und Transport. Er schuf auch Objektkästen, die dem Dadaismus und dem Surrealismus nahestehen.
Seine erste Einzelausstellung fand 1961 in der Allan Frumkin Gallery in New York City statt. Im Jahr 1968 war er mit sechs Holz- und Holz-Metall-Skulpturen Teilnehmer der 4. documenta in Kassel und war auch auf der documenta 5 im Jahr 1972 vertreten. Im Jahr 1976 hatte er eine Ausstellung im Whitney Museum of American Art in New York City.